# Beim Bund
Beim Bund ist eine neunteilige deutsche ZDF-Fernsehserie von 1981 über den Alltag bei der Bundeswehr.

## Inhalt
Die Serie schildert in neun voneinander unabhängigen Geschichten das Leben bei der Bundeswehr. In der ersten Folge verpflichtet sich der Abiturient Roland Weber (Hans Jürgen Müller) für zwei Jahre als Soldat auf Zeit und bewältigt dabei den Übergang vom Zivilleben in die hierarchisch geprägte Welt des Militärs. Mit einem Zitat von ihm beginnen die weiteren Folgen. Gegenstand der meist nüchternen Darstellung sind überwiegend Probleme und Dilemmata des Dienstalltages und die Widersprüche zwischen Zivilgesellschaft und Militär, während die letzte Folge eher humoristische Züge aufweist.

## Produktion und Ausstrahlung
Gedreht wurde mit drei Regisseuren und fünf Drehbuchautoren. Die neun 25-minütigen Folgen strahlte das ZDF vom 21. Januar bis 11. März 1982 jeden Donnerstag im Vorabendprogramm aus.

## Folgen
1. Zett Zwo
2. Führungsprobleme
3. Der Wechsel
4. Eine Ehe
5. Unternehmen Katzenfell
6. Jeder Punkt zählt
7. Befehl und Gehorsam
8. Pazifist in Uniform
9. Reserve hat keine Ruh’

## Besetzung
- Hans Jürgen Müller: Roland Weber
- Andrea Schober: Vera
- Arthur Brauss: Oberst Rausch
- Claudia Demarmels: Helga Berger
- Diether Krebs: Jürgen Berger
- Gudrun Landgrebe: Renate Meier
- Hans Dieter Trayer: Peter Krause
- Helmut Kircher: Staffelchef
- Herbert Nußbaum: Herr Schäfer
- Holger Schwiers: Oberleutnant Klein
- Katharina de Bruyn: Frau Schäfer
- Udo Wachtveitl: Jochen Herwig
- Ulrich Günther: Ausbilder
- Wilfried Klaus: Lehrer